# Bryan Tamacas
Bryan Alexander Tamacas López (San Salvador, 21 de febrero de 1995) es un futbolista salvadoreño. Juega de lateral derecho y es jugador del Club Deportivo Hércules de la Primera División de El Salvador.

## Trayectoria
Comenzó su carrera futbolista en Marte Soyapango y debutó en la Segunda División del fútbol salvadoreño, estudio una licencatura en pedagogía en la universidad don bosco destacando por su habilidad al generar acciones en ofensiva. Gracias a eso se le dio la oportunidad de ser firmado el 9 de julio del 2013 por el club con más campeonatos en el fútbol salvadoreño, C.D. FAS donde estuvo un año desde 2013 a 2014, haciendo un total de 39 apariciones. Luego a finales de 2015 fue fichado por Santa Tecla F.C. poco después fue adquiriendo la titularidad en el equipo. En el conjunto Tecleño quedó campeón en el Torneo Apertura 2016.

## Selección nacional
El Defensor tuvo su primer llamado para el amistoso contra Selección de fútbol de Perú en mayo de 2016, pero no tuvo acción en dicho partido que perdió su selección 3-1. El 1 de junio de 2016 debutó como internacional absoluto en el encuentro amistoso frente a la Selección de fútbol de Armenia en el estadio Stubhub Center, de Carson, California fue titular los 90 minutos y el resultado acabó en derrota de 4-0.
Fue uno de los jugadores que fue parte de la Selección de fútbol de El Salvador en las Eliminatoria rumbo al Mundial de fútbol de Rusia 2018, donde El Salvador quedó eliminado. Siendo convocado para los dos últimos juegos eliminatorios. Su primer partido oficial en una eliminatoria mundialista fue precisamente contra la selección de México el 2 de septiembre de 2016, en el Estadio Cuscatlán entrando de titular y siendo sustituido a los 79 minutos en un partido que terminó en derrota para su selección por 1-3.   Cuatro días después contra Canadá, jugando los 90 minutos en un resultado de 3-1 a favor de los canadienses.

## Estadísticas

### Clubes
Actualizado al último partido jugado el 18 de mayo de 2025.
| Club Deportivo FAS · El Salvador            | 1.ª                 | 2013-14             | 26  | 0  | - | - | -  | - | 26  | 0  |
| Club Deportivo FAS · El Salvador            | 1.ª                 | 2014                | 13  | 0  | - | - | -  | - | 13  | 0  |
| Club Deportivo FAS · El Salvador            | Total               | Total               | 39  | 0  | 0 | 0 | 0  | 0 | 39  | 0  |
| Santa Tecla Fútbol Club · El Salvador       | 1.ª                 | 2015                | 7   | 1  | - | - | -  | - | 7   | 1  |
| Santa Tecla Fútbol Club · El Salvador       | 1.ª                 | 2015-16             | 33  | 1  | - | - | -  | - | 33  | 1  |
| Santa Tecla Fútbol Club · El Salvador       | 1.ª                 | 2016-17             | 43  | 1  | - | - | -  | - | 43  | 1  |
| Santa Tecla Fútbol Club · El Salvador       | 1.ª                 | 2017-18             | 41  | 3  | - | - | 2  | 0 | 43  | 3  |
| Santa Tecla Fútbol Club · El Salvador       | 1.ª                 | 2018                | 22  | 1  | - | - | 2  | 0 | 24  | 1  |
| Santa Tecla Fútbol Club · El Salvador       | Total               | Total               | 146 | 7  | 0 | 0 | 4  | 0 | 150 | 7  |
| Club Sportivo Luqueño Paraguay              | 1.ª                 | 2019                | 3   | 0  | - | - | -  | - | 3   | 0  |
| Club Sportivo Luqueño Paraguay              | Total               | Total               | 3   | 0  | 0 | 0 | 0  | 0 | 3   | 0  |
| Santa Tecla Fútbol Club · El Salvador       | 1.ª                 | 2019-20             | 7   | 1  | - | - | 2  | 0 | 9   | 1  |
| Santa Tecla Fútbol Club · El Salvador       | Total               | Total               | 7   | 1  | 0 | 0 | 2  | 0 | 9   | 1  |
| Alianza Fútbol Club · El Salvador           | 1.ª                 | 2020-21             | 37  | 5  | - | - | 1  | 0 | 38  | 5  |
| Alianza Fútbol Club · El Salvador           | 1.ª                 | 2021-22             | 27  | 3  | - | - | 2  | 0 | 29  | 3  |
| Alianza Fútbol Club · El Salvador           | 1.ª                 | 2022                | 8   | 0  | - | - | 4  | 0 | 12  | 0  |
| Alianza Fútbol Club · El Salvador           | Total               | Total               | 72  | 8  | 0 | 0 | 7  | 0 | 79  | 8  |
| Oakland Roots SC Estados Unidos             | 2.ª                 | 2023                | 23  | 1  | 2 | 0 | -  | - | 25  | 1  |
| Oakland Roots SC Estados Unidos             | 2.ª                 | 2024                | 17  | 1  | 1 | 0 | -  | - | 18  | 1  |
| Oakland Roots SC Estados Unidos             | Total               | Total               | 40  | 2  | 3 | 0 | 0  | 0 | 43  | 2  |
| Club Deportivo FAS · El Salvador            | 1.ª                 | 2024-25             | 25  | 0  | - | - | -  | - | 25  | 0  |
| Club Deportivo FAS · El Salvador            | Total               | Total               | 25  | 0  | 0 | 0 | 0  | 0 | 25  | 0  |
| Club Deportivo Hércules · El Salvador       | 1.ª                 | 2025-26             |     |    |   |   |    |   |     |    |
| Club Deportivo Hércules · El Salvador       | Total               | Total               | 0   | 0  | 0 | 0 | 0  | 0 | 0   | 0  |
| Total en su carrera                         | Total en su carrera | Total en su carrera | 332 | 18 | 3 | 0 | 13 | 0 | 348 | 18 |
| (2) No incluye goles en partidos amistosos. |                     |                     |     |    |   |   |    |   |     |    |

Segunda División de El Salvador
| Club                           | País        | Año         | Partidos | Goles |
| ------------------------------ | ----------- | ----------- | -------- | ----- |
| Club Deportivo Marte Soyapango | El Salvador | 2011 - 2013 | 26       | 1     |
| Total:                         | Total:      | Total:      | 26       | 1     |

### Selección nacional
| Selección                                      | Año                 | Partidos | Goles |
| ---------------------------------------------- | ------------------- | -------- | ----- |
| El Salvador Sub-21                             |                     |          |       |
| 2014                                           | 1                   | 0        |       |
| El Salvador Sub-20                             |                     |          |       |
| 2015                                           | 6                   | 0        |       |
| Total en su carrera                            | Total en su carrera | 7        | 0     |
| El Salvador                                    |                     |          |       |
| 2016                                           | 3                   | 0        |       |
| 2017                                           | 13                  | 0        |       |
| 2018                                           | 6                   | 0        |       |
| 2019                                           | 7                   | 1        |       |
| 2020                                           | 1                   | 0        |       |
| 2021                                           | 22                  | 0        |       |
| 2022                                           | 11                  | 1        |       |
| 2023                                           | 11                  | 1        |       |
| 2024                                           | 6                   | 0        |       |
| Total en su carrera                            | Total en su carrera | 80       | 3     |
| Estadísticas hasta el 18 de noviembre de 2024. |                     |          |       |

## Palmarés

### Campeonatos nacionales
| N.º | Título               | Club             | País        | Año  |
| --- | -------------------- | ---------------- | ----------- | ---- |
| 1   | Torneo Clausura 2015 | Santa Tecla F.C. | El Salvador | 2015 |
| 2   | Torneo Apertura 2016 | Santa Tecla F.C. | El Salvador | 2016 |
| 3   | Torneo Clausura 2017 | Santa Tecla F.C. | El Salvador | 2017 |
| 4   | Torneo Apertura 2018 | Santa Tecla F.C. | El Salvador | 2018 |
| 5   | Torneo Apertura 2020 | Alianza F.C      | El Salvador | 2020 |
| 6   | Torneo Apertura 2021 | Alianza F.C      | El Salvador | 2021 |
| 7   | Torneo Apertura 2022 | Alianza F.C      | El Salvador | 2022 |